# Specyfikacja techniczna wykonania i odbioru robót budowlanych
Specyfikacja techniczna wykonania i odbioru robót budowlanych – opracowanie zawierające zbiór wymagań w zakresie sposobu wykonania robót budowlanych, obejmujące w szczególności wymagania właściwości materiałów, wymagania dotyczące sposobu wykonania i oceny prawidłowości wykonania poszczególnych robót oraz określenie zakresu prac, które powinny być ujęte w poszczególnych pozycjach przedmiaru zaliczanego do dokumentacji projektowej.
Konieczność sporządzania specyfikacji technicznej wykonania i odbioru robót budowlanych wynika z Ustawy Prawo zamówień publicznych z 29 stycznia 2004 roku (Dz.U.2015.2164 j.t.). W ustawie tej wprowadzono przepis stwierdzający, że zamawiający opisuje przedmiot zamówienia na roboty budowlane za pomocą  dokumentacji projektowej oraz specyfikacji technicznej wykonania i odbioru robót  budowlanych (art. 31 ust.1). 
Specyfikacja techniczna wymagana przy udzielaniu zamówień publicznych w gospodarce rynkowej stanowi nieodzowną część umowy o roboty budowlane, z reguły opracowywaną przez inwestora (zamawiającego). Szczegółowy zakres i forma specyfikacji technicznych wykonania i odbioru robót budowlanych określony został w Rozporządzeniu Ministra Rozwoju i Technologii z dnia 20 grudnia 2021 r. w sprawie szczegółowego zakresu i formy dokumentacji projektowej, specyfikacji technicznych wykonania i odbioru robót budowlanych oraz programu funkcjonalno-użytkowego (Dz.U. 2021 poz. 2454).